# 相助
是一部2011年上映的美国电影。根据凱瑟琳·史托基特（Kathryn Stockett）2009年出版的美国畅销同名小说改编而成，是塔特·泰勒执导的第一部电影。
本片具有浓郁的地域特色与强烈的种族特色，揭示了美国黑人民权运动之前的社会面貌。

## 剧情
背景为1960年代的密西西比州，讲述一位女大学生因看不惯美国社会对黑人女佣的歧视现象，毅然执笔帮助这些女佣争取权利的故事。
1963年的密西西比州，黑佣在许多家庭依旧遭遇着不公平的待遇。23岁的白人女孩史基特·费兰刚完成大学学业回到家乡。她接受了良好教育与思想启蒙，并梦想成为出色作家。但她思想保守的母亲认为，女人最靠谱的归宿是有一桩好婚姻。史基特从小由黑人女佣带大，因此她和黑佣是好朋友，但这次回家她却发现女佣不告而别。 
在史基特的朋友家当帮佣的黑佣爱比琳·克拉克机灵能干、内敛沉着。另一名个性泼辣的黑佣米妮有着一手好厨艺，两人是最好的朋友。
个性善良的史基特一直对黑佣充满同情和爱心，当她发现黑佣在生活中时常得不到平等的待遇后，她决意实施一个计划：通过亲身采访在白人家庭工作的黑佣们的甘苦遭遇，将这些情况写成一本书，以一种平静而同样充满力量的行动去帮助黑人发起民权运动。

## 演員
| 演員              | 角色名                                  | 角色描述                      |
| ----------------- | --------------------------------------- | ----------------------------- |
| 维奥拉·戴维斯     | Abilene Clark（愛比琳·克拉克）          | Elizabeth的雇傭               |
| 奥克塔维亚·斯宾塞 | Minny Jackson（米妮·傑克森）            | Celia的雇傭                   |
| 潔西卡·雀絲坦     | Celia Foote（西麗亞·傅特）              | Minny单纯的雇主，Johnny的妻子 |
| 艾瑪·史東         | Eugenia "Skeeter" Phelan（史基特·费兰） | 女大学生和有抱负的作家        |
| 布萊絲·霍華       | Hilly Holbrook（希莉·哈布克）           | 小镇上高傲自大的妇女          |
| 愛莉森·珍妮       | Charlotte Phelan（夏綠蒂·費蘭）         | Skeeter的母亲                 |
| 阿娜·歐蕾莉       | Elizabeth Leefolt                       | Aibileen的雇主                |
| 克里斯·羅威       | Stuart Whitworth                        | Skeeter的男朋友，参议员的儿子 |
| 西席·斯贝西克     | Mrs. Walters                            | Hilly的母亲                   |
| 西西莉·泰森       | Constantine Bates                       | Skeeter兒時的女傭             |
| 麥克·吳吉         | Johnny Foote                            | Hilly的前男友，Celia的丈夫    |
| 安娜·坎普         | Jolene French                           | Hilly的朋友                   |
| 布萊恩·克溫       | Robert Phelan                           | Skeeter的父亲                 |
| 玛丽·斯汀伯根     | Elaine Stein                            | 幫助Skeeter出書的出版社老闆   |
| Leslie Jordan     | Mr. Blackly                             | Skeeter的報社老闆             |
| 韋斯·查塔姆       | Carlton Phelan                          | Skeeter的哥哥                 |
| David Oyelowo     | Preacher Green                          | 教會的牧師                    |
| Dana Ivey         | Grace Higgenbottom                      |                               |
| Nelsan Ellis      | Henry                                   | 服务生                        |

## 制作
本片于2010年7月至10月间拍摄，大部分场景是在密西西比州利福勒縣的Greenwood镇摄制。

## 评价
《姐妹》在評論界的反響以正面為主，爛番茄網站基於232條影評人的評語，評定該片的新鮮度76%，平均得分7/10，觀眾投票評比89%，分數4.2/5；IMDb的評分為8.1/10；Metacritic則根據14條評論，獲得62分（滿分100分）的分數。
代表性评价有：“一曲惊艳、温馨且甜美的希望之歌”，“《姊妹》绝不应被定位为那种揭露时代丑恶的经典，而是从丑恶中追寻美丽的颂歌。”，“纵观历史上任何一个暑假档期，都匮乏这种塞满了幽默与心碎的动人诗篇，也正是因此，才让本片成为一份惊喜之礼”，“出色的表演与深沉的剧情交响辉映，煲煮出一窝浓香醇厚的心灵鸡汤”。

## 票房
首周末收2552万次于《猩球崛起》排名第二，之后分别以2001万、1433万和1420万连续三周蝉联冠军，成为自2010年7月的《全面啟動》之后，时隔一年多的首部三连冠的影片。第五个周末收获869万次于新片《全境擴散》名列第二。

## 奖项
| 類別                 | 獎項             | 獲獎者           | 結果 |
| -------------------- | ---------------- | ---------------- | ---- |
| 第69屆金球獎         | 最佳女配角奖     | 奧塔薇亞·史班森  | 獲獎 |
| 第69屆金球獎         | 最佳劇情類影片   |                  | 提名 |
| 第69屆金球獎         | 最佳劇情类女主角 | 薇拉·戴維絲      | 提名 |
| 第69屆金球獎         | 最佳女配角       | 潔西卡·雀絲坦    | 提名 |
| 第69屆金球獎         | 最佳原創歌曲     | The Living Proof | 提名 |
| 第65届英國電影學院獎 | 最佳女配角       | 奧塔薇亞·史班森  | 獲獎 |
| 第18届美国演员工会奖 | 最佳整體演出     |                  | 獲獎 |
| 第18届美国演员工会奖 | 最佳女主角       | 薇拉·戴維絲      | 獲獎 |
| 第18届美国演员工会奖 | 最佳女配角       | 奧塔薇亞·史班森  | 獲獎 |
| 第84屆奧斯卡金像獎   | 最佳电影         |                  | 提名 |
| 第84屆奧斯卡金像獎   | 最佳女主角奖     | 薇拉·戴維絲      | 提名 |
| 第84屆奧斯卡金像獎   | 最佳女配角奖     | 潔西卡·雀絲坦    | 提名 |
| 第84屆奧斯卡金像獎   | 最佳女配角奖     | 奧塔薇亞·史班森  | 獲獎 |